# Mawab
Mawab es un municipio filipino de tercera categoría, situado en la parte sudeste de la isla de Mindanao. Forma parte de  la provincia de Dávao de Oro situada en la región administrativa de Dávao. Para las elecciones está encuadrado en el Segundo Distrito Electoral.

## Barangayes
Se divide, a los efectos administrativos, en 11 barangayes o barrios, conforme a la siguiente relación:
- Andili
- Bawani
- Concepción
- Malinawon
- Nuevas Bisayas
- Nuevo Iloco
- Población
- Salvación
- Saosao
- Sawangan
- Tuborán

## Historia
El actual territorio de la provincia de Dávao de Oro fue parte de la provincia de Caraga durante la mayor parte de la Capitanía General de Filipinas (1520-1898).
A principios del siglo XX la isla de Mindanao se hallaba dividida en siete distritos o provincias.
Hasta 1988 Dávao de Oro formaba parte de la  provincia de Dávao del Norte.